# Pescara Calcio 2007-2008
Questa voce raccoglie le informazioni riguardanti il Pescara Calcio nelle competizioni ufficiali della stagione 2007-2008.

## Stagione
Nella stagione 2007-2008 il Pescara disputa il girone B del campionato di Serie C1, raccoglie sul campo 54 punti, ma deve scontare un punto di penalizzazione, quindi con i 53 punti ufficiali ottiene il settimo posto finale. Senza il punto di penalità avrebbe ottenuto il quinto posto e avrebbe disputato i Play-off in luogo del Perugia. Salgono in Serie B la Salernitana con 62 punti, e l'Ancona che vince i Play-off. Il Pescara allenato da Franco Lerda parte piano, al termine del girone di andata con 22 punti è intruppato a centro classifica, poi nel girone di ritorno con 32 punti di bottino fa meglio di tutti e sfiora i Play-off. Miglior realizzatore della stagione pescarese è stato Marco Sansovini che ha firmato 16 reti in campionato. Nella Coppa Italia di Serie C il Pescara disputa il girone N di qualificazione, che ha promosso ai sedicesimi di finale la Sambenedettese.

## Divise e sponsor
Lo sponsor tecnico per la stagione 2007-2008 è la Legea, mentre gli sponsor ufficiali sono Soglia Group, Humangest e Saquella.

## Organigramma societario
Area direttiva
- Presidente: Massimiliano Pincione
poi Gerardo Soglia (dal 5 ottobre 2007)
- Direttore Generale: Gianfranco Multineddu

Area organizzativa
- Team Manager: Gianfranco Multineddu

Area tecnica
- Direttore Sportivo: Vincenzo Nucifora
- Allenatore: Franco Lerda
- Allenatore in seconda: Giuseppe Manari
- Preparatore Portieri: Bruno Federici
- Preparatore Atletico: Prof. Manuel Manca
- Massaggiatori: Nicola Rapino e Mario Congiu
- Medico sociale: Graziano Martini

## Rosa
Rosa tratta dal sito ufficiale.
| N. |                   | Ruolo | Calciatore          |
| -- | ----------------- | ----- | ------------------- |
|    | Italia (bandiera) | P     | Remo Amadio         |
|    | Italia (bandiera) | P     | Vincenzo Aridità    |
|    | Italia (bandiera) | P     | Gabriele Bartoletti |
|    | Italia (bandiera) | P     | Giovanni Indiveri   |
|    | Italia (bandiera) | D     | Matteo Ciofani      |
|    | Italia (bandiera) | D     | Christian Conti     |
|    | Italia (bandiera) | D     | Nicola Diliso       |
|    | Italia (bandiera) | D     | Daniele Fruci       |
|    | Italia (bandiera) | D     | Ferdinando Giuliano |
|    | Italia (bandiera) | D     | Franco Micco        |
|    | Italia (bandiera) | D     | Antonio Mottola     |
|    | Italia (bandiera) | D     | Marco Pomante       |
|    | Italia (bandiera) | D     | Nicola Rapino       |
|    | Italia (bandiera) | D     | Tommaso Romito      |
|    | Italia (bandiera) | D     | Simone Vitale       |
|    | Italia (bandiera) | C     | Fabrizio Caracciolo |
|    | Italia (bandiera) | C     | Antonino Cardinale  |
|    | Italia (bandiera) | C     | Francesco Dettori   |
|    | Italia (bandiera) | C     | Luca Di Matteo      |
|    | Italia (bandiera) | C     | Simone Felci        |

| N. |                      | Ruolo | Calciatore             |
| -- | -------------------- | ----- | ---------------------- |
|    | Italia (bandiera)    | C     | Fabio Ferraresi        |
|    | Italia (bandiera)    | C     | Daniele Fortunato      |
|    | Italia (bandiera)    | C     | Luca Leone             |
|    | Brasile (bandiera)   | C     | Ricardo Douglas Packer |
|    | Italia (bandiera)    | C     | Giovanni Scappaticci   |
|    | Italia (bandiera)    | C     | Ivan Vellucci          |
|    | Italia (bandiera)    | C     | Axel Vicentini         |
|    | Italia (bandiera)    | C     | Giacomo Zappacosta     |
|    | Argentina (bandiera) | A     | Luis Alfageme          |
|    | Albania (bandiera)   | A     | Edgar Çani             |
|    | Italia (bandiera)    | A     | Daniel Ciofani         |
|    | Italia (bandiera)    | A     | Nico De Lucia          |
|    | Italia (bandiera)    | A     | Marco Di Matteo        |
|    | Nigeria (bandiera)   | A     | Osarimen Ebagua        |
|    | Italia (bandiera)    | A     | Nicola Falomi          |
|    | Italia (bandiera)    | A     | Nikola Olivieri        |
|    | Italia (bandiera)    | A     | Luca Paponetti         |
|    | Italia (bandiera)    | A     | Marco Sansovini        |
|    | Italia (bandiera)    | A     | Manuel Turchi          |
|    | Italia (bandiera)    | A     | Francesco Virdis       |

## Risultati

### Serie C1

#### Girone di andata
| Arbitro: | Magno (Catania) |

|                                                    |           |  |
| Galantucci 9’ Dettori 37’ Berretti 53’ Delgado 90’ | Marcatori |  |

| Arbitro: | Carbone (Napoli) |

|  |           |                                              |
|  | Marcatori | 41’ Bolzan 51’ Nocentini 90+6’ (rig.) Giglio |

| Arbitro: | Santonocito (Abbiategrasso) |

|              |           |              |
| Cesaretti 5’ | Marcatori | 54’ De Lucia |

| Arbitro: | Nasca (Bari) |

|                                                              |           |             |
| Alfageme 13’ De Lucia 56’ (rig.) Di Matteo 80’ Sansovini 89’ | Marcatori | 88’ Curiale |

| Arbitro: | Barletta (Bernalda) |

|                   |           |                              |
| Diliso 82’ (aut.) | Marcatori | 21’, 71’ Felci 52’ Sansovini |

| Arbitro: | Marrocco (Pisa) |

|              |           |                                       |
| Sansovini 1’ | Marcatori | 47’ Caremi 64’ De Sousa 81’ Miglietta |

| Arbitro: | La Rocca (Ercolano) |

|                |           |               |
| De Liguori 85’ | Marcatori | 90’ Sansovini |

| Arbitro: | Tasso (La Spezia) |

|                                 |           |  |
| F. Caracciolo 50’ Sansovini 57’ | Marcatori |  |

| Arbitro: | Vuoto (Livorno) |

|           |           |                        |
| Felci 70’ | Marcatori | 27’, 88’ (rig.) Mazzeo |

| Arbitro: | Nicodano (Milano) |

|                 |           |           |
| Guariniello 75’ | Marcatori | 65’ Micco |

| Pescara 1º novembre 2007 11ª giornata | Pescara              | 0 – 0 referto | Massese | Stadio Adriatico (2.456 spett.)\| Arbitro: \| Giacomelli (Trieste) \| |
| Arbitro:                              | Giacomelli (Trieste) |               |         |                                                                       |

| Arbitro: | La Mura (Nocera Inferiore) |

|           |           |           |
| Basso 18’ | Marcatori | 25’ Micco |

| Pistoia 11 novembre 2007 13ª giornata | Pistoiese       | 0 – 0 referto | Pescara | Stadio Marcello Melani\| Arbitro: \| Pizzi (Saronno) \| |
| Arbitro:                              | Pizzi (Saronno) |               |         |                                                         |

| Arbitro: | Barbiero (Vicenza) |

|                            |           |                       |
| Sansovini 9’ Çani 41’, 68’ | Marcatori | 45’ Vastola 63’ Cigan |

| Arbitro: | Taverna (Taurianova) |

|                 |           |  |
| W. Piccioni 13’ | Marcatori |  |

| Arbitro: | Pecorelli (Arezzo) |

|                      |           |                   |
| Micco 15’ Vitale 25’ | Marcatori | 89’ (aut.) Vitale |

| Arbitro: | Candussio (Cervignano del Friuli) |

|                |           |           |
| Bonvissuto 68’ | Marcatori | 62’ Micco |

#### Girone di ritorno
| Arbitro: | Vanoli (Novara) |

|                             |           |             |
| Sansovini 4’, 10’ Felci 10’ | Marcatori | 63’ Delgado |

| Arbitro: | Corletto (Castelfranco Veneto) |

|                   |           |           |
| Masini 41’, 90+6’ | Marcatori | 27’ Micco |

| Arbitro: | Tagarelli (Termoli) |

|                                                |           |  |
| Felci 36’ Sansovini 45’ Salvatori 90+4’ (aut.) | Marcatori |  |

| Arbitro: | Ruini (Reggio Emilia) |

|                          |           |  |
| Ferrini 45+1’ Forò 90+2’ | Marcatori |  |

| Pescara 3 febbraio 2008 22ª giornata | Pescara            | 0 – 0 referto | Juve Stabia | Stadio Adriatico (2385 spett.)\| Arbitro: \| Grazioli (Maniago) \| |
| Arbitro:                             | Grazioli (Maniago) |               |             |                                                                    |

| Arbitro: | Colasanti (Grosseto) |

|                  |           |                            |
| Mastronunzio 89’ | Marcatori | 8’ Cardinale 10’ Sansovini |

| Arbitro: | Chericoni (Pisa) |

|                         |           |            |
| Micco 40’ Sansovini 76’ | Marcatori | 54’ Cutolo |

| Arbitro: | M. Russo (Milano) |

|                     |           |  |
| Chianese 12’ (rig.) | Marcatori |  |

| Arbitro: | Barbiero (Vicenza) |

|                         |           |            |
| Mazzeo 18’ La Vista 27’ | Marcatori | 28’ Turchi |

| Arbitro: | Bolano (Livorno) |

|                                          |           |  |
| Diliso 35’ Ferraresi 37’ Sansovini 45+1’ | Marcatori |  |

| Arbitro: | La Mura (Nocera Inferiore) |

|  |           |               |
|  | Marcatori | 28’ Sansovini |

| Arbitro: | Meli (Parma) |

|            |           |  |
| Turchi 90’ | Marcatori |  |

| Arbitro: | Doveri (Roma 1) |

|             |           |  |
| Dettori 15’ | Marcatori |  |

| Arbitro: | Magno (Catania) |

|                     |           |               |
| Ginestra 56’ (rig.) | Marcatori | 36’ Cardinale |

| Arbitro: | Sguizzato (Verona) |

|                                        |           |  |
| Sansovini 22’ Romito 39’ Ferraresi 80’ | Marcatori |  |

| Arbitro: | Gambini (Roma 1) |

|                                     |           |  |
| Piccioni 54’ Di Napoli 90+5’ (rig.) | Marcatori |  |

| Arbitro: | Ballo (Trapani) |

|                                                     |           |  |
| Cardinale 17’ (rig.) Sansovini 28’, 39’ Dettori 82’ | Marcatori |  |

### Coppa Italia Serie C

#### Fase a gironi
| Giulianova 19 agosto 2007 1ª giornata - Girone N | Giulianova | 0 – 0 | Pescara | Stadio Rubens Fadini |

| San Benedetto del Tronto 29 agosto 2007 3ª giornata - Girone N | Sambenedettese | 1 – 1        | Pescara | Stadio Riviera delle Palme |
| \| \| \| \| \| Curiale 68’ \| Marcatori \| 57’ De Lucia \|     |                |              |         |                            |
|                                                                |                |              |         |                            |
| Curiale 68’                                                    | Marcatori      | 57’ De Lucia |         |                            |

| Pescara 5 settembre 2007 4ª giornata - Girone N             | Pescara   | 1 – 1       | Teramo | Stadio Adriatico |
| \| \| \| \| \| Fortunato 71’ \| Marcatori \| 86’ Marolda \| |           |             |        |                  |
|                                                             |           |             |        |                  |
| Fortunato 71’                                               | Marcatori | 86’ Marolda |        |                  |

| Pescara 12 settembre 2007 5ª giornata - Girone N         | Pescara   | 2 – 0 | Sangiustese | Stadio Adriatico |
| \| \| \| \| \| Cani 10’ D.Ciofani 36’ \| Marcatori \| \| |           |       |             |                  |
|                                                          |           |       |             |                  |
| Cani 10’ D.Ciofani 36’                                   | Marcatori |       |             |                  |

## Statistiche

### Statistiche di squadra
| Competizione         | Punti | In casa | In casa | In casa | In casa | In casa | In casa | In trasferta | In trasferta | In trasferta | In trasferta | In trasferta | In trasferta | Totale | Totale | Totale | Totale | Totale | Totale | DR  |
| Competizione         | Punti | G       | V       | N       | P       | Gf      | Gs      | G            | V            | N            | P            | Gf           | Gs           | G      | V      | N      | P      | Gf     | Gs     | DR  |
| -------------------- | ----- | ------- | ------- | ------- | ------- | ------- | ------- | ------------ | ------------ | ------------ | ------------ | ------------ | ------------ | ------ | ------ | ------ | ------ | ------ | ------ | --- |
| Serie C1             | 53    | 17      | 12      | 2       | 3       | 33      | 14      | 17           | 3            | 7            | 7            | 14           | 22           | 34     | 15     | 9      | 10     | 47     | 36     | +11 |
| Coppa Italia Serie C | 6     | 2       | 1       | 1       | 0       | 3       | 1       | 2            | 0            | 2            | 0            | 1            | 1            | 4      | 1      | 3      | 0      | 4      | 2      | +2  |
| Totale               | 59    | 19      | 13      | 3       | 3       | 36      | 15      | 19           | 3            | 9            | 7            | 15           | 23           | 38     | 16     | 12     | 10     | 51     | 38     | +13 |

### Andamento in campionato
| Giornata  | 1  | 2  | 3  | 4  | 5  | 6  | 7  | 8  | 9  | 10 | 11 | 12 | 13 | 14 | 15 | 16 | 17 | 18 | 19 | 20 | 21 | 22 | 23 | 24 | 25 | 26 | 27 | 28 | 29 | 30 | 31 | 32 | 33 | 34 |
| --------- | -- | -- | -- | -- | -- | -- | -- | -- | -- | -- | -- | -- | -- | -- | -- | -- | -- | -- | -- | -- | -- | -- | -- | -- | -- | -- | -- | -- | -- | -- | -- | -- | -- | -- |
| Luogo     | T  | C  | T  | C  | T  | C  | T  | C  | C  | T  | C  | T  | T  | C  | T  | C  | T  | C  | T  | C  | T  | C  | T  | C  | T  | T  | C  | T  | C  | C  | T  | C  | T  | C  |
| Risultato | P  | P  | N  | V  | V  | P  | N  | V  | P  | N  | N  | N  | N  | V  | P  | V  | N  | V  | P  | V  | P  | N  | V  | V  | P  | P  | V  | V  | V  | V  | N  | V  | P  | V  |
| Posizione | 17 | 18 | 18 | 15 | 10 | 11 | 12 | 10 | 10 | 12 | 13 | 12 | 13 | 11 | 14 | 13 | 11 | 9  | 11 | 10 | 11 | 11 | 10 | 7  | 10 | 10 | 9  | 8  | 8  | 6  | 5  | 7  | 7  | 6  |

Fonte:  Calendario, su rai.it. URL consultato l'11 marzo 2016 (archiviato dall'url originale l'11 marzo 2016).
Legenda:

Luogo: C = Casa; T = Trasferta. Risultato: V = Vittoria; N = Pareggio; P = Sconfitta.